# Misión de Observación de las Naciones Unidas en Yemen
La Misión de Observación de las Naciones Unidas en Yemen (también conocida como UNYOM por sus siglas en inglés) fue una operación multinacional de mantenimiento de la paz desplegada en Yemen entre 1963 y 1964. Su mandato fue establecido con la aprobación de la resolución 179 del Consejo de Seguridad de las Naciones Unidas de las Naciones Unidas del 11 de junio de 1963. Su objetivo fue la observación del cumplimiento del acuerdo de separación entre Arabia Saudí y la República Árabe Unida en la guerra civil que estaba atravesando Yemen y que podría provocar una internacionalización del conflicto.
Durante los meses que duró la misión, de julio de 1963 a septiembre de 1964, la UNYOM tuvo desplegados 25 observadores militares y 164 militares de unidades de reconocimiento además de personal civil (internacional y local) y unidades aéreas. La misión no sufrió ninguna baja.